# Bříství
Bříství (deutsch Brzistew, 1939–1945 Ulmenau) ist eine Gemeinde in Tschechien. Sie liegt sieben Kilometer nördlich von Český Brod und gehört zum Okres Nymburk.

## Geographie

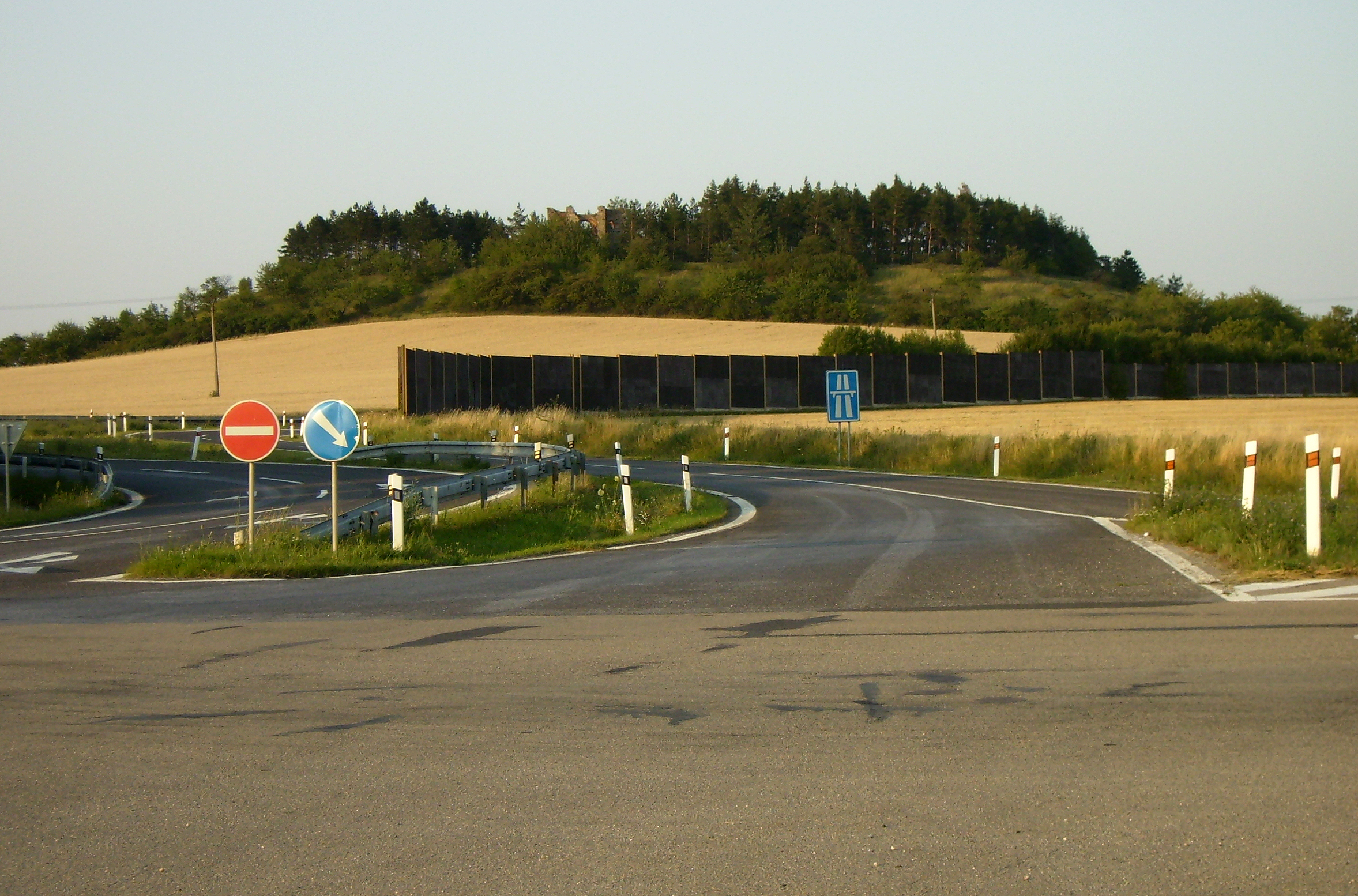
Blick von der Autobahnabfahrt zur Břístevská hůra

Bříství befindet sich am Kounický potok auf der Böhmischen Tafel. Nordöstlich des Dorfes erhebt sich der Hügel Břístevská hůra (240 m) und im Nordwesten der Rabakov (202 m). Nördlich führt die Autobahn D 11/E 67 vorbei, Bříství liegt direkt an der Abfahrt 18.
Nachbarorte sind Přerov nad Labem und Starý Vestec im Norden, Semice und Kersko im Nordosten, Velenka im Osten, Chrást und Horky im Südosten, Kounice und Týnice im Süden, Vykáň und Skalka im Südwesten, Nový Dvůr, Starý Dvůr, Chudomel und Mochov im Westen sowie Přerovská Obora und Císařská Kuchyně im Nordwesten.

## Geschichte
Die erste schriftliche Erwähnung des Dorfes erfolgte im Jahre 993. Die romanische Kirche wurde in der Mitte des 13. Jahrhunderts errichtet und etwa hundert Jahre später gotisch umgestaltet. Zu Beginn des 17. Jahrhunderts erwarb Maria Magdalena von Lobkowicz das Gut Bříství und schloss es der Herrschaft Kounice an.
Nach der Aufhebung der Patrimonialherrschaften bildete Bříství ab 1850 eine Gemeinde im Bezirk Český Brod. Seit 1961 gehört die Gemeinde zum Okres Nymburk. Nach dem Bau der Autobahn wandelte sich der Charakter des Dorfes. Im Ortszentrum, das zuvor durch Bauerngehöfte geprägt war, entstanden städtische Häuser. Zugleich setzte auch eine Zersiedelung der Landschaft ein. Bříství besteht heute aus 150 Häusern.

## Gemeindegliederung
Für die Gemeinde Bříství sind keine Ortsteile ausgewiesen. Zu Bříství gehört die Einschicht Přerovská Obora (Wobora).

## Sehenswürdigkeiten

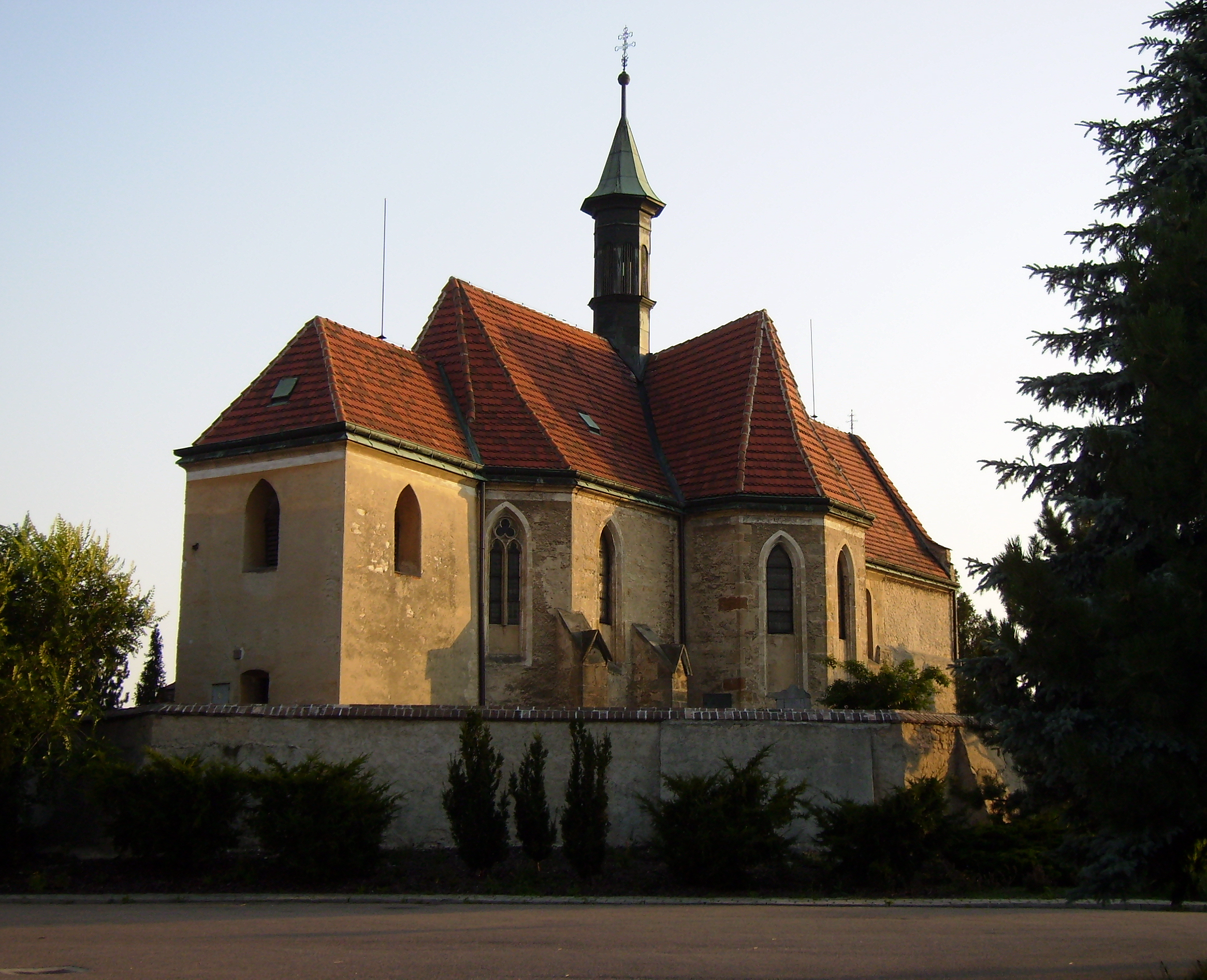
Kirche der Kreuzfindung

- Kirche der Kreuzfindung, die in der Mitte des 13. Jahrhunderts errichtete, ursprünglich romanische und später gotische umgestaltete Kirche wurde 1722 barock umgebaut und um ein zweites Schiff erweitert. 1843 erfolgte der Aufsatz des Glockentürmchen auf dem Dach.
- Ruine der Kapelle der Kreuzerhöhung auf der Břístevská hůra, die 1714 errichtete barocke Kapelle brannte mehrfach ab. Nach dem Brand von 1764 wurde sie wiederhergestellt. 1818 wurde sie erneut durch ein Feuer zerstört und ist seitdem eine Ruine.
- Statue des hl. Johannes von Nepomuk am Dorfplatz, geschaffen 1702
- historische Hoftore
- ehemalige Bendlmühle in Přerovská Obora